# سلطان الجسمي
سلطان حميد الجسمي (1 أغسطس 1981 -) هو مفكر واعلامي وكاتب سياسي ومؤلف روايات من دولة الإمارات .

## حياته ونشأته
ولد في 1 أغسطس 1981 في مدينة الشارقة.مؤسس ورئيس مجلة دبي بزنس، عين مستشار للأمم المتحدة لبرنامج الغذاء العالمي في تاريخ 13/3/2013 في ذلك يصبح أول إماراتي يشغل هذا المنصب في الأمم المتحدة.
حاصل على بكالوريوس في العلاقات الدولية والدبلوماسية

## مسيرته
أطلق مجلة دبي بزنس لدحض الشائعات التي تطال دبي في صدد الازمة الاقتصادية العالمية تزامناً مع الاحتفالات بالذكرى الـ40 لقيام دولة الإمارات العربية المتحدة ويشغل منصب الرئيس التنفيذي ورئيس تحرير المجلة ومؤسس راكاد لنشر والطباعة التي تصدر المجلة منها.

## محاربة الإرهاب
كتب مقالة بعنوان «الإرهاب المجهول في العالم» حيث يتناول في هذا المقال أكثر اهداف الإرهاب وسلبياته في العالم حيث وصف سوريا بانها المحطة الأولى للإرهاب في الشرق الأوسط بالازمة التي تمر فيها سوريا منذ فبراير 2011 واستنكر قتل الطفل مارتن ريتشارد ابن الثامنة من عمره والابرياء في تفجيرات بوسطن ووصف الارهابين فيه بانهم متهوريين ونقص الوعي.

## المؤلفات
يسلط الضوء على القضايا الاجتماعية حيث كتب عن الفتاة المغربية العربية المسلمة رواية باسم فاطمة الم وامل وسوف تصدر في معرض الشارقة الدولي للكتاب.

## المقالات
يكتب في جريدة البيان (صحيفة إماراتية) مقالات سياسية عن المجريات في الوطن العربي والعالم ومن أبرزها «ثيوقراطية «الإخوان»» و «استطلاع للموقف الدولي حول سوريا» و «الإرهاب المجهول في العالم».

## مرجع
سلطان الجسمي يطلق «دبي بزنس» لدحض الشائعات مجلة توثّق نجـاحـات دبـي
الكاتب سلطان الجسمي يطلق مجلة دبي بزنس على يوتيوب
المزينة يلتقي المدير التنفيذي لمجلة «دبي بزنس»
مقابلة مع الكاتب سلطان الجسمي في برنامج صباح الخير يا بلادي على يوتيوب
تعيين سلطان الجسمي مستشاراً في الأمم المتحدة
مقالة في جريدة البيان «الإرهاب المجهول في العالم»
مقالة في جريدة البيان «ثيوقراطية «الإخوان»»
مقالة في جريدة البيان «استطلاع للموقف الدولي حول سوريا»

## وصلات خارجية
- المدونة الرسمية